# Mangrove
Mangrove (også betegnet mangroveskov el. mangrovebevoksning) er træer og buske fra en lang række plantearter og -familier, som er tilpasset til at vokse i saltvand i tropiske og subtropiske kystområder. Mangrovebevoksningen danner skove (mangroveskov) og sumpområder (mangrovesump) med et rigt biologisk liv samtidig med, at mangroveområderne er med til at beskytte kystområderne fra bølgernes og havets påvirkning - og til en hvis grad mod tsunamier.
Betegnelsen mangrove anvendes både om kystbevoksningen og de enkelte planter. Mangrove er også  betegnelsen for hele det økosystem og habitat-struktur, som mangrovebevoksningen er en uadskillelig del af.
Nogle af de mest udbredte planter i mangroveskoven er en række plantearter fra Mangrovetræ-familien (Rhizophoraceae), en tropisk og subtropisk plantefamilie. Blandt de arter, som gror i mangroven, er mange arter selvbefrugtende, ligesom mange også har en viviparisk formering, dvs. at den nye plante er færdigudviklet som stiklinger på moderplanten (fx som et skud med de nødvendige rødder), inden den løsrives herfra.
Man har opdaget, at mangroveskov netto binder en stor mængde kulstof i deres undergrund - fire til fem gange så meget som tropiske skove per arealenhed.

 Via forskning offentliggjort i 2024 blev det opdaget at mangrove og saltmarsk økosystemer trækker mere end dobbelt så meget CO2 ud af luften, i forhold til tidligere forskningsresultater. Ca. halvdelen bindes i undergrunden, herudover afleveres mindst halvdelen af kulstoffet til havet via tidevandet (outwelling) i form af bikarbonat.